# Campeonato Europeo de Halterofilia de 2000
El LXXIX Campeonato Europeo de Halterofilia se celebró en Sofía (Bulgaria) entre el 24 y el 30 de abril de 2000 bajo la organización de la Federación Europea de Halterofilia (EWF) y la Federación Búlgara de Halterofilia.

## Medallistas

### Masculino
| Evento  | Oro                                                    | Plata                                            | Bronce                                                  |
| ------- | ------------------------------------------------------ | ------------------------------------------------ | ------------------------------------------------------- |
| 56 kg   | Halil Mutlu Turquía 135,0 + 166,5 = 300,0              | Ivan Ivanov Bulgaria 125,0 + 157,5 = 282,5       | Adrian Jigău · Rumania · 125,0 + 157,5 = 282,5          |
| 62 kg   | Nikolaj Pešalov · Croacia · 147,5 + 177,5 = 325,0      | Sevdalin Minchev Bulgaria 145,0 + 177,5 = 322,5  | Naim Süleymanoğlu Turquía 140,0 + 170,0 = 310,0         |
| 69 kg   | Siarhei Laurenau · Bielorrusia · 150,0 + 187,5 = 337,5 | Gueorgui Markov Bulgaria 152,5 + 185,0 = 337,5   | Yasin Arslan Turquía 150,0 + 175,5 = 325,0              |
| 77 kg   | Zlatan Vanev Bulgaria 165,0 + 207,5 = 372,5            | Plamen Zheliazkov Bulgaria 162,5 + 202,5 = 365,0 | Ilirjan Suli · Albania · 165,0 + 195,0 = 360,0          |
| 85 kg   | Guiorgui Asanidze Georgia 181,0 + 210,0 = 390,0        | Gueorgui Gardev Bulgaria 175,0 + 210,0 = 385,0   | Yuri Myshkovets · Rusia · 170,0 + 205,0 = 375,0         |
| 94 kg   | Szymon Kołecki · Polonia · 180,0 + 232,5 = 412,5       | Vadim Vacarciuc Moldavia 170,0 + 225,0 = 395,0   | Bünyamin Sudaş Turquía 175,0 + 217,5 = 392,5            |
| 105 kg  | Metin Kadir Bulgaria 185,0 + 230,0 = 415,0             | Robert Dołęga · Polonia · 182,5 + 227,5 = 410,0  | Yevgueni Shishliannikov · Rusia · 185,0 + 225,0 = 410,0 |
| +105 kg | Ashot Danielian Armenia 205,0 + 252,5 = 457,5          | Ronny Weller · Alemania · 205,0 + 250,0 = 455,0  | Viktors Ščerbatihs Letonia 200,0 + 245,0 = 445,0        |

1. 1 2 3  Arrancada (kg) + dos tiempos (kg) = total olímpico (kg).

### Femenino
| Evento | Oro                                                 | Plata                                                  | Bronce                                                     |
| ------ | --------------------------------------------------- | ------------------------------------------------------ | ---------------------------------------------------------- |
| 48 kg  | Donka Mincheva Bulgaria 85,0 + 102,5 = 187,5        | Eva Giganti · Italia · 75,0 + 95,0 = 170,0             | Olena Zinovieva · Ucrania · 75,0 + 95,0 = 170,0            |
| 53 kg  | Izabela Dragneva Bulgaria 82,5 + 105,0 = 187,5      | Estefanía Juan Tello · España · 80,0 + 102,5 = 182,5   | Siika Stoeva Bulgaria 82,5 + 95,0 = 177,5                  |
| 58 kg  | Neli Yankova Bulgaria 87,5 + 115,0 = 202,5          | Aleksandra Klejnowska · Polonia · 87,5 + 110,0 = 197,5 | Nataliya Skakun · Ucrania · 85,0 + 110,0 = 195,0           |
| 63 kg  | Valentina Popova · Rusia · 102,5 + 125,0 = 227,5    | Josefa Pérez Carmona · España · 85,0 + 105,0 = 190,0   | Veronika Buroňová · República Checa · 80,0 + 102,5 = 182,5 |
| 69 kg  | Milena Trendafilova Bulgaria 105,0 + 127,5 = 232,5  | Daniela Kerkelova Bulgaria 100,0 + 127,5 = 227,5       | Irina Kasimova · Rusia · 97,5 + 125,0 = 222,5              |
| 75 kg  | Svetlana Jabirova · Rusia · 107,5 + 132,5 = 240,0   | Venera Mannanova · Rusia · 107,5 + 125,0 = 232,5       | Beata Prei · Polonia · 97,5 + 130,0 = 227,5                |
| +75 kg | Viktoriya Rudenok · Ucrania · 112,5 + 137,5 = 250,0 | Monique Riesterer · Alemania · 110,0 + 135,0 = 245,0   | Albina Jomich · Rusia · 110,0 + 127,5 = 237,5              |

1. 1 2 3  Arrancada (kg) + dos tiempos (kg) = total olímpico (kg).

## Medallero
| Núm. | País            | Oro | Plata | Bronce | Total |
| ---- | --------------- | --- | ----- | ------ | ----- |
| 1    | Bulgaria        | 6   | 6     | 1      | 13    |
| 2    | Rusia           | 2   | 1     | 4      | 7     |
| 3    | Polonia         | 1   | 2     | 1      | 4     |
| 4    | Turquía         | 1   | 0     | 3      | 4     |
| 5    | Ucrania         | 1   | 0     | 2      | 3     |
| 6    | Armenia         | 1   | 0     | 0      | 1     |
| 6    | Bielorrusia     | 1   | 0     | 0      | 1     |
| 6    | Croacia         | 1   | 0     | 0      | 1     |
| 6    | Georgia         | 1   | 0     | 0      | 1     |
| 10   | Alemania        | 0   | 2     | 0      | 2     |
| 10   | España          | 0   | 2     | 0      | 2     |
| 12   | Italia          | 0   | 1     | 0      | 1     |
| 12   | Moldavia        | 0   | 1     | 0      | 1     |
| 14   | Albania         | 0   | 0     | 1      | 1     |
| 14   | Letonia         | 0   | 0     | 1      | 1     |
| 14   | República Checa | 0   | 0     | 1      | 1     |
| 14   | Rumania         | 0   | 0     | 1      | 1     |
|      | TOTAL           | 15  | 15    | 15     | 45    |